# San José del Golfo
San José del Golfo ist ein Ort in Guatemala und Verwaltungssitz des gleichnamigen Municipios im Departamento Guatemala. Der Ort liegt 28 Kilometer nordöstlich von Guatemala-Stadt.
Das 84 km² große Municipio erstreckt sich im nordöstlichen Bergland des Departamentos Guatemala auf Höhen um 1000 Meter. Es hat insgesamt rund 8000 Einwohner. Ein Großteil der Menschen lebt in ländlichen Siedlungen und Dörfern, darunter La Choleña, Loma Tendida, Pontezuelas, Quebrada de Agua, Las Joyas, Santa Cruz El Caulote, Los Encuentros de Navajas, Garibaldi, El Ranchón und El Javillal.
Angrenzende Municipios sind Chuarrancho im Nordwesten, San Pedro Ayampuc im Westen und Palencia im Süden. Im Norden und Osten trennt der Río Plátanos San José del Golfo und das Departamento Guatemala von den Municipios Sanarate und San Antonio La Paz im benachbarten Departamento El Progreso.
San José del Golfo wurde 1882 zum Municipio erhoben und gehörte von 1908 bis 1920 zu El Progreso. Die Bezeichnung „del Golfo“ kommt von der alten Fernstraße, die von Guatemala-Stadt über San José del Golfo zum Izabal-See führte, welcher früher auch Golfo Dulce genannt wurde. Die heutige Atlantikfernstraße CA 9 verläuft etwa 10 Kilometer südlich des Ortes San José del Golfo.